# محمد فاضل بن مامين
محمد فاضل بن مامين هو عَالِمُ دِينٍ وَفَقِيهٌ صُوفِيٌّ مَغربِيٌّ شنقيطي، بَرَعَ فِي اللغة والبلاغة والهندسة وَغيرِهَا مِنَ العُلُومِ والفُنُونِ. وَهُوَ وَالِدُ المُقَاومِ ماء العينين القلقمي، وَجَدُّ المُقَاوِمَيْنِ أحمد الهيبة ومربيه ربه؛ إِذ يَنْحَدِرُ مِن قَبِيلَة تُدعَى القَلَاقِمَةِ انتَقَلَت مِنَ المغرب إلى إقليم شنقيط خِلالَ القَرن السَّابِعَ عَشَر، وَينتَهِي نَسَبُهَا إلَى الأدارسة.